# 朱高煦
朱 高煦（しゅ こうく、洪武13年12月4日（1380年12月30日）- 宣徳元年9月6日（1426年10月6日））は、明の皇族。第3代皇帝永楽帝の次男。漢王。

## 生涯
永楽帝の次男で、第4代皇帝洪熙帝の弟にあたる。武勇に優れ、風貌も父に似て長身で巨漢だったという。そのため、異民族討伐などで活躍した。建文元年（1399年）に発生した靖難の変では大将として朱棣（後の永楽帝）軍を率いた。建文帝側が優位な戦況となり諸将が講和を論じた際には、諸将を恫喝して父を鼓舞し、勝利に貢献したという。
靖難の変後に朱棣が即位すると、丘福など諸将から柔弱な性格であった朱高熾を廃太子し朱高煦を立太子すべく推挙されたが、朱高煦は短気で粗暴な性格だった上、永楽帝も朱高熾の柔弱は承知していたが、その息子の朱瞻基の素質を認め立太子は見送られた。粗暴な性格を永楽帝より忌諱されていたが、永楽帝即位の褒賞として雲南（ビルマ）方面の高陽王に封じられた。だが、朱高煦は赴任は拒否し北京に留まり、父の親征に参加し続けて武功を挙げている。後に雲南から楽安州へ赴任地の漢王が変更されたが、これも拒否して北京に留まっている。
永楽22年（1424年）、永楽帝が崩御すると、兄の朱高熾が洪熙帝として即位した。しかし、洪熙帝は在位8カ月にして崩御、その皇太子である朱瞻基が宣徳帝として即位した。宣徳帝即位に際し私兵を用いて皇位簒奪を計画したが、事前に計画が露見して宣徳帝に逮捕された。宣徳帝は叔父にあたる朱高煦の助命を考慮したが、朱高煦は無罪を主張し、更に各方面との連絡を取ろうとした上、宣徳帝と会見した際に蹴りつけるという粗暴さを見せた事が決定打となり遂に死刑を命じられた。宣徳帝は最初、朱高煦を重さ300斤以上の銅釜に閉じ込めたところ、怪力の朱高煦が蓋を動かしたので、宣徳帝は銅釜の周りに木炭を積み上げて点火した。燃え上がった木炭の炎によって銅釜は焼けただれ、中にいる朱高煦もろとも溶けてしまったという。享年47。彼の家族も皆殺しとされた。

## 子女
1. 懿荘世子 朱瞻壑 - 早世
2. 世子 朱瞻圻
3. 世子 朱瞻坦
4. 済陽王 朱瞻垐
5. 臨淄王 朱瞻域
6. 淄川王 朱瞻墿
7. 昌楽王 朱瞻垶
8. 斉東王 朱瞻坪
9. 任城王 朱瞻壔
10. 海豊王 朱瞻㙊
11. 新泰王 朱瞻垹